# Trasmediterránea
Trasmediterránea è una compagnia di navigazione privata spagnola che si occupa del trasporto di persone e autoveicoli via mare.

## Storia
La società Trasmediterránea è stata fondata a Barcellona il 26 novembre 1916, con la fusione delle compagnie degli armatori José Juan Dómine, Vicente Ferrer, Joaquín Tintoré ed Enrique García. Inizia le operazioni commerciali, con un'iniziale flotta di 45 navi, il 1º gennaio 1917.
Nel 1978, divenne una società statale, fino a quando non fu privatizzata dal Governo Aznar II nel 2002. Il SEPI (Sociedad Estatal de Participaciones Industriales) vendette la società a un consorzio composto da Acciona Logística, Caja de Ahorros del Mediterráneo, Compañía de Remolcadores Ibaizábal, Agrupación Hotelera Dóliga, Suministros Ibiza e Naviera Armas. Successivamente, la società cambiò nome in Acciona-Trasmediterranea.
Alla fine di ottobre 2017 il gruppo Acciona vende le proprie quote (pari al 92,7%) al gruppo Naviera Armas, un'altra compagnia di navigazione spagnola, che gestisce traghetti principalmente nelle Isole Canarie.
Il 13 aprile viene annunciato un accordo tra il Gruppo Grimaldi e Armas Trasmediterránea Group per la vendita al Gruppo Grimaldi tramite la nuova società Trasmed Grimaldi Logistics Spagna con Ettore Morace come Amministratore Delegato, di cinque navi ro/pax (Ciudad de Palma, Ciudad de Granada, Ciudad de Mahón, Volcán del Teide e Volcán de Tijarafe) nonché di due terminal nei porti di Valencia e Barcellona, oltre a uffici ubicati nelle isole di Maiorca, Minorca e Ibiza. L’accordo prevede inoltre, l’acquisto da parte del Gruppo Grimaldi dei diritti per operare tra la Spagna continentale e le isole Baleari per il trasporto di merci e passeggeri sulle rotte marittime Barcellona – Mahon (Minorca), Barcellona – Palma de Mallorca, Barcellona – Ibiza, Valencia – Mahon, Valencia – Palma de Mallorca e Valencia – Ibiza.

## Flotta
| Tipo              | Traghetto          | Immagine | Lunghezza (m) | Stazza T.S.L. | Passeggeri | Auto | Metri lineari | Velocità in nodi | Anno di costruzione | Note                                 |
| ----------------- | ------------------ | -------- | ------------- | ------------- | ---------- | ---- | ------------- | ---------------- | ------------------- | ------------------------------------ |
| Ro-Pax            | Ciudad de Valencia |          | 203           |               | 1.100      |      | 3.000         | 24               | 2020                | Noleggiata da Visemar di Navigazione |
| Ro-Pax            | Fortuny            |          | 172           | 26.912        | 1.250      | 140  | 1.500         | 21,5             | 2001                |                                      |
| Cruise ferry      | Juan J. Sister     |          | 151,5         | 22.409        | 806        | 220  | 1.290         | 17               | 1993                |                                      |
| Cruise ferry      | Almariya           |          | 153,4         | 15.200        | 2.000      | 400  | 780           | 20               | 1981                |                                      |
|                   | Ciudad de Ibiza    |          | 160           | 16.686        | 800        | 130  | 2.500         | 23               | 2003                |                                      |
| Bidirezionale     | Ciudad de Malaga   |          | 139,7         | 8.845         | 943        | 300  | 636           | 16,5             | 1998                |                                      |
| Ro-Ro Cargo       | Villa de Tazacorte |          | 209           | 30.998        | 12         | 0    | 3.400         | 26               | 2012                |                                      |
| Catamarano Ro-Pax | Villa de Agaete    |          | 92            | 6.346         | 868        | 220  | -             | 38               | 1999                |                                      |

### Flotta del passato
Segue una selezione delle navi non più in servizio per la compagnia spagnola. Da notare come, in molti casi, le navi utilizzate erano noleggiate da altre compagnie.
| Traghetto                  | Numero IMO | Anni di servizio  | Proprietario                                                   | Note                                                                         |
| -------------------------- | ---------- | ----------------- | -------------------------------------------------------------- | ---------------------------------------------------------------------------- |
| Ciudad De Burgos           | 7826685    | 1990-2007         |                                                                | Affondata il 15 settembre 2008 nel mar di Marmara                            |
| Cala Salada                | 7637319    | 1990-2000         | Attuale Mira                                                   |                                                                              |
| Cala Fustan                | 7702657    | 1990-2000         | Attuale Nadezhda                                               |                                                                              |
| Princesa Dacil             | 8908208    | 1990-2006         | Attuale Rocket 3                                               |                                                                              |
| Santa Cruz de Tenerife     | 9032006    | 1993-2012         | Attuale Seira                                                  |                                                                              |
| Las Palmas de Gran Canaria | 9031997    | 1993-2024         |                                                                | Attuale Las Palmas di Caronte & Tourist Isole Minori                         |
| Stena Nautica              | 8317954    | 1996              | Stena Line                                                     |                                                                              |
| Ciudad De Tanger           | 9021485    | 1998-2004         |                                                                | Dal 2002 al 2004 con il nome Isla de la Gomera Attuale Zadar di Jadrolinija  |
| Super-Fast Andalucia       | 9131515    | 1999-2015         | Demolita nel 2020 ad Aliağa (Turchia)                          |                                                                              |
| Super-Fast Canarias        | 9131527    | 1999-2015         | Attuale Eurocargo Patrasso di Grimaldi Lines Demolita nel 2022 |                                                                              |
| Fast Ceuta                 | 9081693    | 2000              | International Catamarans Chartering                            | Attuale Jaume I di Baleària                                                  |
| Milenium                   | 9221346    | 2000-2010         |                                                                | Attuale Volcan de Teno di Naviera Armas                                      |
| Boughaz                    | 7349601    | 2000              | Comarit                                                        | Demolita nel 2015 ad Aliağa (Turchia)                                        |
| Alyssa                     | 9188427    | 2000-2001         | CoTuNav                                                        | Attuale Optima Seaways di DFDS                                               |
| Murillo                    | 9237242    | 2002-2014         |                                                                | Attuale Cracovia di Polferries                                               |
| Palanga                    | 7807093    | 2004-2006         | DFDS                                                           |                                                                              |
| Tor Belgia                 | 7624063    | 2004-2005         | DFDS                                                           | Demolita nel 2010 ad Alang (India)                                           |
| Carmen B                   | 7718515    | 2005-2006         | Boluda Group                                                   | Demolita nel 2012 ad Aliağa (Turchia)                                        |
| Stena Forwarder            | 9138783    | 2005-2007         | Stena Line                                                     | Attuale MSC Bridge di MSC                                                    |
| Wisteria                   | 7637149    | 2006; 2008-2013   |                                                                | Demolita con il nome Damla a gennaio 2021 presso Aliağa (Turchia)            |
| Incat K3                   | 9160114    | 2006              | Incat                                                          | Attuale Harmony Flower                                                       |
| Amanda                     | 7729045    | 2006              | Amanda Shipping Ltd                                            | Demolita nel 2010 ad Alang (India)                                           |
| El Greco                   | 9181106    | 2006-2007         | Merchant Ferries                                               | Attuale Finbo Cargo di Eckerö Line                                           |
| Stena Shipper              | 7909621    | 2006-2007         | Stena Line                                                     | Demolita nel 2011 ad Alang (India)                                           |
| Tor Anglia                 | 7707736    | 2007              | DFDS                                                           | Demolita nel 2010 a Taoyuan (Taiwan)                                         |
| Giulia D'Abundo            | 7362110    | 2007              | Medmar                                                         | Demolite nel 2010 ad Alang (India)                                           |
| Ursine                     | 7800746    | 2007              | Waterways SA                                                   | Demolite nel 2010 ad Alang (India)                                           |
| Celtic Mist                | 8311895    | 2007              | DFDS                                                           | Attuale Aziz Express                                                         |
| Tor Futura                 | 9129598    | 2007-2008         | DFDS                                                           | Attuale Ark Futura                                                           |
| Ropax 2                    | 7822859    | 2008              | Channel Ferries Ltd                                            | Demolita nel 2017 ad Alang (India)                                           |
| Aegean Heaven              | 9203605    | 2008-2010         | Liberty Ferries                                                | Attuale Ayshe                                                                |
| Audacia                    | 9350692    | 2008-2011         | Grimaldi Holding                                               | Attuale Rizhao Orient                                                        |
| Breant                     | 7802756    | 2009              |                                                                | Attuale Via Famagusta                                                        |
| Scotia Prince              | 7119836    | 2009              | Clipper Group                                                  | Demolita nel 2012 a Chittagong                                               |
| Regina Baltica             | 7827225    | 2009; 2010        | Tallink                                                        | Attualmente opera con lo stesso nome per Baleària                            |
| Coraggio                   | 9350680    | 2010              | Grimaldi Holding                                               | Attuale Athena Seaways di DFDS                                               |
| Pilar del Mar              | 9417919    | 2010              | Iscomar                                                        | Attuale Stena Flavia di Stena Line                                           |
| Albayzin                   | 9304631    | 2010-2016         | Moby Lines                                                     | Attuale Venezia di Grimaldi Lines                                            |
| Oleander                   | 7820497    | 2012; 2013-2015   | Transeuropa Shipping                                           | Dal 2013 al 2015 con il nome Sherbatiskiy Demolita nel 2015 ad Alang (India) |
| Scandola                   | 9019054    | 2013-2016         | La Méridionale                                                 | Attuale Dénia Ciutat Creativa di Baleària                                    |
| Sorrento                   | 9264312    | 2014-2015         | Grimaldi Lines                                                 | Colpita da un incendio nel 2015 Demolita ad Aliağa (Turchia) a marzo 2016    |
| Arrow                      | 9119414    | 2014              | Arrow Shipping                                                 |                                                                              |
| SNAV Adriatico             | 8416308    | 2015-2017         | SNAV                                                           | Attuale GNV Blu per Grandi Navi Veloci                                       |
| Mura Nova                  | 7701914    | 2017-2019         | Iscomar                                                        | Attuale Lady Carmela di Gestour                                              |
| Maestro Sea                | 8401145    | 2017              |                                                                | Attuale Lyktos                                                               |
| Stena Carrier              | 9138800    | 2018              | Stena Line                                                     | Attuale Mexico Star di Baja Ferries                                          |
| Ciudad de Palma            | 9349772    | 2017 - 2021       | Trasmed GLE (Gruppo Grimaldi)                                  |                                                                              |
| Ciudad de Granada          | 9217125    | 2001 - 2021       | Trasmed GLE (Gruppo Grimaldi)                                  |                                                                              |
| Ciudad de Mahon            | 9181091    | 2006 - 2021       | Trasmed GLE (Gruppo Grimaldi)                                  | Attuale Isle of Inisheer per Irish Ferries                                   |
| Volcán de Tijarafe         | 9398890    | 2018 - 2021       | Trasmed GLE (Gruppo Grimaldi)                                  | Attuale Ciudad de Mahón per Trasmed Grimaldi Logistics Spagna                |
| Volcán del Teide           | 9506289    | 2016 - 2022       | Trasmed GLE (Gruppo Grimaldi)                                  | Attuale Ciudad de Barcelona per Trasmed Grimaldi Logistics Spagna            |
| Volcán de Tinamar          | 9506291    | 2018 - 2021       | Naviera Armas                                                  |                                                                              |
| Super-Fast Baleares        | 9398527    | 2010 - 2016; 2019 | Maritime Global Operator                                       |                                                                              |
| Super-Fast Levante         | 9204362    | 2001 - 2021       | Maritime Global Operator                                       |                                                                              |
| Ciudad de Ceuta            | 9237644    | 2003 - 2024       |                                                                | Attuale Vittorio M per Liberty Lines                                         |

## Linee

### Stretto di Gibilterra
- Malaga - Melilla[5]
- Algeciras - Ceuta
- Algeciras - Tangeri Med
- Almería - Ghazaouet
- Almería - Melilla
- Almería - Nador
- Almería - Orano
- Melilla - Malaga

### Isole Canarie
- Arrecife - Cadice
- Arrecife - Gran Canaria
- Arrecife - La Palma
- Arrecife - Tenerife
- Cadice - Gran Canaria
- Cadice - La Palma
- Cadice - Tenerife
- Cadice - Fuerteventura
- Gran Canaria - Fuerteventura
- Gran Canaria - La Palma
- Gran Canaria - Tenerife
- La Palma - Fuerteventura
- La Palma - Tenerife
- Tenerife - Fuerteventura